# Lutz Unger

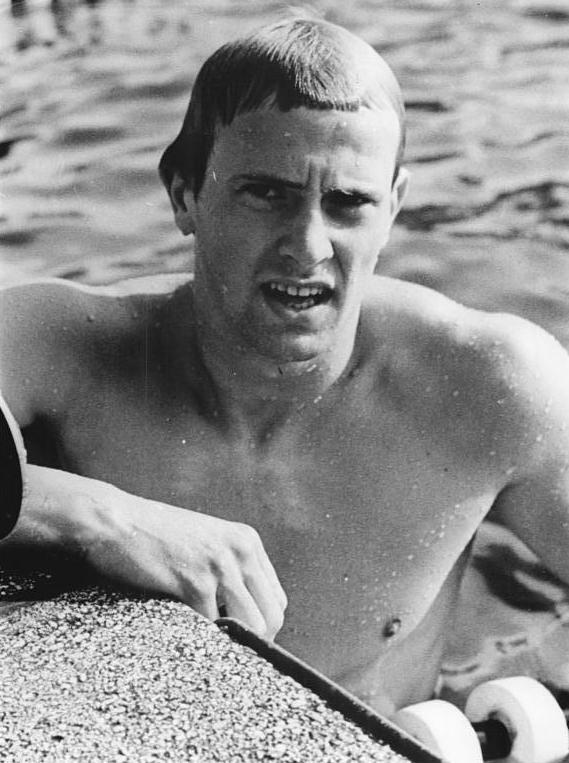
Lutz Unger 1970

Lutz Unger (* 19. Juni 1951 in Wernigerode) ist ein ehemaliger deutscher Schwimmer. Er startete für den SC Dynamo Berlin.
1970 wurde er zusammen mit Roland Matthes, Klaus Katzur und Udo Poser Europameister über 4 × 100 m Lagen. Er gewann bei den Olympischen Sommerspielen in München 1972 die Silbermedaille über 4 × 100 m Lagen zusammen mit Roland Matthes, Klaus Katzur und Hartmut Flöckner sowie die Bronzemedaille über 4 × 100 m Freistil zusammen mit Roland Matthes, Wilfried Hartung und Peter Bruch, wobei Unger jeweils als letzter Schwimmer ins Becken ging. Unger war 1970 DDR-Meister über 200 Meter und über 400 Meter Freistil, 1971 war er Meister über 200 Meter Freistil auf der Kurzbahn.
1972 erhielt er für seine sportlichen Leistungen bei den Olympischen Sommerspielen den Vaterländischen Verdienstorden in Bronze.
Er ist verheiratet, hat 2 Kinder und lebt in Berlin.